# Мур, Уэйн
Уэйн Ричард Мур (англ. Wayne Richard Moore, 20 ноября 1931, Бриджпорт, штат Коннектикут, США — 20 февраля 2015, Трамбулл, штат Коннектикут, США) — американский пловец, чемпион летних Олимпийских игр в Хельсинки (1952).

## Биография
После окончания колледжа был призван в армию США, участник Корейской войны. В 1953 г. окончил экономический факультет Йельского университета. Выступая в качестве капитана за команду университета в 1952 г. стал рекордсменом мира в эстафете 4 × 200 м вольным стилем. Тренировался под руководством Роберта Кипата. Становился чемпионом NCAA на дистанциях 220 ярдов (1952) и 440 ярдов (1953).
Представлял сборную США по плаванию на летних Олимпийских играх в Хельсинки (1952), на которых в составе эстафетной команды выиграл золотую медаль на дистанции 4 × 200 м. В индивидуальных соревнованиях стал шестым в заплыве на 400 м вольным стилем. Также становился чемпионом Панамериканских игр в Мехико (1955) в эстафете 4 × 200 м и серебряным призёром в личном зачете на 400-метровке.
По завершении спортивной карьеры возглавлял компанию Moore Special Tool Company, основанную его отцом. Избирался президентом  Национальной станкостроительной ассоциации (NMTBA), корпорации Acme United Corporation, директором Американского Музея Точности и Инженерного института Бриджпорта.
В браке со своей женой прожил 61 год, воспитав 5 детей и 15 внуков.